# ساچیکو کوجیما
ساچیکو کوجیما (انگلیسی: Sachiko Kojima; ۱۸ ژانویهٔ ۱۹۷۹ – ) صداپیشه، بازیگر، و بازیگر خردسال اهل ژاپن بود. وی از سال ۱۹۸۸ میلادی تاکنون مشغول فعالیت بوده‌است.